# La Puerta de Segura
La Puerta de Segura ist ein südspanischer Ort und eine Gemeinde (municipio) mit insgesamt 2.246 Einwohnern (Stand: 2024) im Süden der Provinz Jaén in der autonomen Region Andalusien. Neben dem Hauptort La Puerta de Segura besteht die Gemeinde aus Los Pascuales, Las Graceas, Bonache, Los Llanos und Los Yequerizos.

## Lage
La Puerta de Segura liegt in der Sierra de Segura gut 150 km (Fahrtstrecke) nordöstlich der Provinzhauptstadt Jaén in einer Höhe von ca. 585 m. Im Gemeindegebiet liegt der Flugplatz der Nachbargemeinde Puente de Génave.
Das Klima im Winter ist gemäßigt, im Sommer dagegen warm bis heiß; die relativ geringen Niederschlagsmengen (ca. 602 mm/Jahr) fallen – mit Ausnahme der nahezu regenlosen Sommermonate – verteilt übers ganze Jahr.

## Bevölkerungsentwicklung
| Jahr      | 1970  | 1980  | 1990  | 2000  | 2010  | 2020  |
| --------- | ----- | ----- | ----- | ----- | ----- | ----- |
| Einwohner | 3.707 | 3.255 | 2.872 | 2.607 | 2.617 | 2.252 |

Der deutliche Bevölkerungsrückgang in der zweiten Hälfte des 20. Jahrhunderts ist im Wesentlichen auf die Mechanisierung der Landwirtschaft und den damit einhergehenden Verlust an Arbeitsplätzen zurückzuführen.

## Sehenswürdigkeiten
- Matthäuskirche (Iglesia de San Mateo)